# Crudia evansii
Crudia evansii är en ärtväxtart som beskrevs av Henry Nicholas Ridley. Crudia evansii ingår i släktet Crudia, och familjen ärtväxter. Inga underarter finns listade i Catalogue of Life.